# Jimmy Bobo - Bullet to the Head
Jimmy Bobo - Bullet to the Head (Bullet to the Head) è un film, del 2012, diretto da Walter Hill, al ritorno dietro la macchina da presa undici anni dopo l'ultima regia in Undisputed.
La pellicola, con protagonista Sylvester Stallone, è la trasposizione cinematografica della graphic novel francese Du plomb dans la tête, scritta da Matz ed illustrata da Colin Wilson, ed è stata proiettata in anteprima mondiale al Festival internazionale del film di Roma 2012 il 14 novembre.

## Trama
James Bonomo, conosciuto con lo pseudonimo di Jimmy Bobo, è un italo-americano di mezza età, cresciuto per strada e da sempre abituato a lottare per la propria sopravvivenza: vanta 26 arresti - di cui 2 condanne - ed un oscuro passato in marina; ha una figlia, Lisa, avuta da una sua fugace relazione con una prostituta, che dopo aver abbandonato gli studi di medicina si guadagna da vivere come tatuatrice. Jimmy lavora come assassino prezzolato per conto della malavita. Freddo e brutalmente diligente nell'eliminazione delle sue vittime, si è posto come suo unico limite l'uccisione di donne e bambini.
Insieme al suo socio in affari, Louis Blanchard, riceve l'incarico di uccidere Hank Greely, un ex poliziotto corrotto sul libro paga dei suoi datori di lavoro. Il lavoro viene eseguito senza problemi da Jimmy, che però non se la sente di uccidere anche una prostituta che era con il poliziotto, e la lascia andare. Poche ore dopo l'omicidio Jimmy e Louis vengono avvicinati da un uomo in un bar, che gli spara ferendo Jimmy ma uccidendo Louis.
Taylor Kwon, giovane poliziotto di Washington D.C. di origini coreane, arriva in città per scoprire cosa è successo a Greely, suo ex-collega, e all'obitorio, oltre al cadavere dell'uomo, trova anche il cadavere di Louis Blanchard.
Nel frattempo il sicario che aveva provato a uccidere Jimmy, Keegan, va dal mafioso Robert Morel, e scopre che l'ex poliziotto assassinato aveva raccolto le prove su tutte le attività illegali della famiglia mafiosa e voleva ricattarli.
Kwon va in cerca di Jimmy Bobo, ma tra i due la conversazione non va come previsto. Il poliziotto sa bene che Bobo è un killer e che ha ucciso il suo ex compagno, ma vuole scoprire quello che è successo. Kwon viene fermato poi da alcuni poliziotti, e Bobo non ci mette molto a capire che gli uomini vogliono uccidere il loro giovane collega dietro ordine di Morel. Jimmy salva la vita a Kwon e poi gli cura anche le ferite.
I due in realtà vorrebbero uccidersi l’un l’altro, ma sanno che hanno entrambi bisogno di collaborare per combattere l’organizzazione malavitosa che, tra una strage e l’altra, sta cercando di impossessarsi della città. Alla fine arrivano a una specie di accordo e si alleano per scoprire la verità e fare giustizia, ma Kwon promette a Jimmy di arrestarlo una volta conclusa l'indagine. Si scopre poi che Jimmy aveva risparmiato la prostituta trovata insieme a Greely anche perché lei portava un particolare tatuaggio, che lui aveva riconosciuto in quanto fatto da sua figlia.
I due rapiscono l'avvocato di Morel, che spaventato da una possibile ritorsione confessa tutti gli intrecci finanziari del suo capo e le sue prossime mosse. Jimmy non ci pensa due volte a ucciderlo, ma sulle sue tracce si mette Keegan. Jimmy e Kwon riescono però a uccidere tutti gli uomini di Keegan, che per vendicarsi rapisce la figlia di Bobo.
Morel chiama il suo ex dipendente Bobo e gli offre un accordo: la vita della figlia in cambio di una chiavetta USB che aveva sottratto a Greely quando gli aveva sparato. Il mafioso rispetta i patti, ma Keegan va su tutte le furie e lo uccide perché vuole mettere le mani su Bobo.
I due killer, Bobo e Keegan, finalmente si trovano faccia a faccia e combattono all'ultimo sangue. Quando Jimmy sembra avere la peggio, arriva Kwon che uccide Keegan e lo salva. Il poliziotto recupera anche il file di Greely e decide di lasciare andare Jimmy in segno di gratitudine. Jimmy però, per rendere la messinscena più credibile, colpisce di striscio con la pistola il poliziotto.
Diverso tempo dopo l'operazione che ha portato a smantellare una delle famiglie mafiose più potenti di New Orleans, i due si ritrovano in un bar. Kwon però dà un ultimatum a Bobo: dovrà cambiare vita altrimenti la prossima volta lo ucciderà. Il killer, per nulla intimorito, lo sfida a provarci, per poi andarsene.

## Produzione

### Budget
Il budget del film è di circa 25 milioni di dollari.

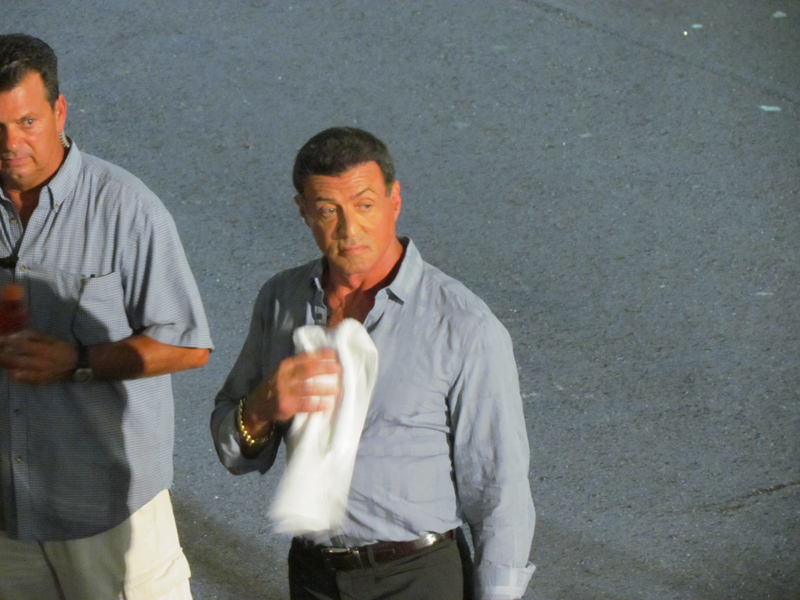
Sylvester Stallone sul set del film

### Cast
Il primo ad entrare a far parte del cast è stato Sylvester Stallone nel febbraio 2011.
Successivamente viene confermato il nome di Thomas Jane, come co-protagonista al fianco dello stesso Stallone; dopo l'addio di Wayne Kramer alla regia, Jane suggerisce il nome di Walter Hill, ma appena confermato il nome del nuovo regista, il produttore Joel Silver nel mese di giugno fa fuori Jane e chiama al suo posto Sung Kang, per assemblare una coppia di protagonisti multietnica.
Altri attori noti che entrano a far parte del film i giorni precedenti all'avvio delle riprese sono Jason Momoa nei panni del principale antagonista di Stallone, Keegan, Christian Slater, Sarah Shahi e Adewale Akinnuoye-Agbaje.

### Regia
All'avvio del progetto, il regista scelto era Wayne Kramer, ma dopo alcune discussioni con Stallone sul tono della pellicola, l'11 aprile 2011 viene rimpiazzato da Walter Hill. Il progetto entra in fase di produzione nel mese di gennaio 2011. All'inizio del mese successivo Sylvester Stallone mette la firma sul contratto.

### Riprese
Le riprese del film iniziano il 27 giugno 2011 e si concludono il 25 agosto dello stesso anno. Le riprese sono state effettuate negli Stati Uniti d'America, tra le città di New Orleans e New York.

### Titolo
Il titolo di lavorazione iniziale del progetto fu Headshot, poi definitivamente cambiato in Bullet to the Head.
In Italia la casa di distribuzione della pellicola decide di pubblicare un sondaggio per far scegliere alle persone il titolo italiano del film. Le opzioni per il titolo erano Jimmy Bobo, Le regole di Jimmy Bobo e Il codice di Jimmy Bobo. Vince la prima opzione, così il titolo italiano viene modificato in Jimmy Bobo - Bullet to the Head.

## Curiosità
Le foto segnaletiche che si vedono nel film del protagonista sono prese dalla vita privata di Sylvester Stallone e da altri film interpretati da lui come Rambo.

## Colonna sonora
La colonna sonora del film è composta da Steve Mazzaro e prodotta da Hans Zimmer. Viene pubblicata per la vendita a partire dal 19 febbraio 2013 da Varèse Sarabande su disco.
La tracklist include 15 brani:
1. "Here's The Story" 5:03
2. "Staying In The Game" 2:41
3. "Just Another Soldier" 2:57
4. "On The Road" 1:46
5. "Don't Touch My Gun" 1:57
6. "The Fox And The Hound" 1:24
7. "This Is My City" 3:15
8. "Ambushed" 1:27
9. "The Only Life He Had" 1:57
10. "Guns Don't Kill People" 0:58
11. "Change Of Plans" 2:11
12. "End Of The Line" 6:41
13. "Vikings" 1:15
14. "It's All Over" 3:06
15. "Bullet To The Head" 5:24

## Promozione
Le prime immagini ufficiali sono state pubblicate online nel dicembre 2011.
Il primo trailer ufficiale esce online il 17 agosto 2012 sul sito IGN, in concomitanza con l'uscita cinematografica de I mercenari 2, scritto ed interpretato da Sylvester Stallone.

## Distribuzione
Il film è stato proiettato in anteprima mondiale al Festival internazionale del film di Roma 2012 il 14 novembre.
Nel mese di febbraio 2012 viene ufficialmente rinviata l'uscita nei cinema americani, prevista per il 13 aprile 2012, spostata al 1º febbraio 2013.
Il trailer ufficiale italiano viene diffuso online il 16 marzo 2013, mentre la pellicola viene distribuita dalla Walt Disney Studios Motion Pictures il 4 aprile 2013.

### Divieti
Negli Stati Uniti d'America il film viene vietato ai minori di 17 anni non accompagnati per la presenza di "forte violenza, immagini cruente, linguaggio scurrile, alcune scene di nudo ed uso di droghe". In Italia invece il film è stato vietato ai minori di 14 anni.